# Сергий (Рыбко)
Архимандри́т Се́ргий (в миру Ю́рий Ио́сифович Рыбко́; 4 августа 1960, Нелидово, Тверская область — 12 июля 2022, Москва) — священнослужитель Русской православной церкви, архимандрит, миссионер, известный проповедями в рок-среде и среди «неформалов». Настоятель храма Сошествия Святаго Духа на апостолов на Лазаревском кладбище города Москвы. Настоятель храма преподобного Сергия Радонежского в Бибиреве. Настоятель храма Святых Жен Мироносиц при Подсобном хозяйстве в деревне Герасимиха Пушкинского района Московской области.

## Биография
Родился в 1960 году в городе Нелидово Тверской области в атеистической семье.
В 14 лет познакомился с рок-музыкой. Увлекся идеями движения хиппи, и одновременно — учением анархистов. По особенному признанию: «Я в 17 лет попал в хипповскую систему. Некоторое время играл на ударных в группе. Наркотики были, но я с самого начала был их противником. <…> Гораздо больше было книг, много верующих, иногда во все сразу — в буддизм, индуизм, христианство, язычество, Маккартни и Моррисона. В первую же встречу с хиппанами мне дали Евангелие. А в 25 лет я уже так веровал, что мог за свои убеждения пойти в тюрьму»
С 1979 года служил псаломщиком и звонарём в подмосковных храмах.
В 1988 году поступил в возвращённую церкви Оптину пустынь.
3 сентября 1989 года рукоположён в сан диакона епископом Владимирским и Суздальским Валентином (Мищуком). 23 марта 1990 года пострижен в монашество с именем Сергий в честь преподобного Сергия, игумена Радонежского. 8 апреля 1990 года епископом Калужским и Боровским Илианом (Востряковым) рукоположён в сан иеромонаха.
В 1992 году направлен на подворье Оптиной пустыни в Москве.
В начале 90-х годов создал сестричество во имя свт. Игнатия Ставропольского, объединяющее женщин, желавших искреннего духовного развития, обогащающего общения, молитвы и трудов во славу Божию.
31 августа 1994 года назначен и. о. настоятеля храма Святаго Духа Сошествия на бывшем Лазаревском кладбище. 18 декабря 1997 года утверждён в должности настоятеля данного храма.
В августе 2002 года также назначен настоятелем храма преподобного Сергия Радонежского в Бибиреве, на территории которого начинает строительство нового храма во имя Собора Московских Святых.
В 2003 году возведён в сан игумена.
В сентябре 2004 года награждён Патриархом Алексием II премией «Обретённое поколение» за миссионерскую деятельность среди неформальной молодёжи. Как подчеркнули в связи с этим в Московской Патриархии, «благодаря его проповеди и пастырской работе, сотни молодых любителей рока нашли дорогу к храму, а некоторые даже стали священниками».
В 2006 году заочно окончил Московскую духовную семинарию.
В 2006 году Кирилл Фролов написал: «У всех противников Православия миссионерство является бюджетной статьей. И только у нас миссионерам — таким, как игумен Сергий (Рыбко), приходится постоянно отбиваться от клеветников и доносчиков».
27 июля 2009 года решением Священного синода РПЦ включён в состав новообразованного Межсоборного присутствия Русской православной церкви. Член комиссии по вопросам организации церковной миссии. 23 октября 2014 года решением Священного Синода РПЦ переизбран в состав Межсоборного присутствия сроком на 2014—2018 годы. Входил в состав Комиссии по церковному просвещению и диаконии.
С 2010 года член комиссии по делам молодежи при Епархиальном совете г. Москвы.
23 февраля 2020 года Патриарх Кирилл совершил чин великого освящения храма во имя собора московских святых в Бибиреве, особо отметив усердные труды настоятеля новоосвященного храма игумена Сергия (Рыбко), который по причине болезни не смог присутствовать на богослужении: «Хотел бы мысленно передать выражение моей благодарности отцу Сергию, настоятелю сего святого храма, который очень много потрудился над его созданием. Я радуюсь, что он собрал такую большую общину, такой приход, который, несомненно, любит своего настоятеля». После этого Патриарх Кирилл огласил указ, которым игумен Сергий (Рыбко) во внимание к трудам по строительству храма Собора Московских святых в Бибиреве г. Москвы был удостоен сана архимандрита.
Скончался 12 июля 2022 года на 62-м году жизни. Патриарх Кирилл в соболезновании в связи со смертью архимандрита Сергия отмечал: «главной заботой покойного отца архимандрита была пастырская работа с людьми. Он был ревностным пастырем: искренним, добрым, умеющим найти слова утешения для каждого приходящего, вне зависимости от уровня его образования и социального статуса. На каждом месте своего служения отец Сергий заботился прежде всего о формировании крепкой общины и о созидании необходимых условий для совместной молитвы, а также об организации просветительской и молодежной работы. Немало сил почивший посвятил трудам по изданию творений святых отцов».

## Убеждения и высказывания
В 2000 году на радио «Радонеж» впервые затронул тему рок-музыки. С 2002 года начинает проповедовать на рок-площадках и отстаивать идею сближения церкви с русским роком: «У рок-музыки и церкви одна задача — привести людей к истине. Я никогда не воспринимал рок-музыку как развлекаловку, это та музыка, в которой поднимаются серьёзные духовные и философские вопросы». В 2012 году он говорил: «Рок-музыка — один из объединяющих факторов, язык общения некоторых субкультур. Посредством ее распространяют идеи, протестуют против лжи и неправды окружающего мира, того мира, который по свидетельству Евангелия во зле лежит. Рок-музыка подкупает своей честностью, правдивостью и искренностью, неприятием несправедливости. Настоящий рок не может быть коммерческим, продажным. Рок и другие серьезные стили музыки не терпят лжи и фальши. Именно поэтому рок до сих пор так популярен у молодых людей. Для них это не просто музыка, а образ жизни, мировоззрение, целая культура…».
В 2008 году отмечал: «Работать с молодёжью необходимо нежно, деликатно. Старшеклассника не заставишь идти на факультатив к священнику, но если последний придёт сам и начнёт беседу—она даст свои плоды. Нужно ясно представлять себе, что никто не хочет слушать нудные морали. Если проповедник появится там, где его не ждут, и не сможет коснуться сердец молодёжи — будет освистан и закидан бутылками. Ему следует быть с ними на равных, говорить на их языке, а не только возвышенно поучать».
В 2012 году в связи с возможными нападениями на храмы заявил, что «Мы не пацифисты и не толстовцы. Никто, кроме нас, не будет защищать наши святыни от нечестивцев и безбожников. Если сегодня мы не отстоим наши храмы, завтра их переделают в супермаркеты и автостоянки».
После нападения на гей-клуб в Москве 12 октября 2012 года, игумен Сергий высказался в поддержку нападавших: «Пока эта шваль с российской земли не уберется, я полностью разделяю взгляды тех, кто пытается от неё очистить нашу родину. Если этого не делает государство, это будет делать народ».

## Публикации
статьи
- Осторожно — ересь! [О книге «Преподобный Исаак Сирин. О Божественных тайнах и о духовной жизни: Новооткрытые тексты. Перевод, примечания и послесловие иером. Илариона (Алфеева)»] // Благодатный огонь. 1998. — № 2. — С. 99—102.
- Пророчествия не уничижайте // Благодатный огонь. 1999. — № 3. — С. 73—76.
- Соответствует ли облик м. Марии (Скобцовой) идеалам православного монашества? // Благодатный огонь. 2000. — № 5. — С. 51—57.
- Беседы о [православном] воспитании молодежи // Москва. — 2001. — № 3. — С. 231—240.
- Райские сады не растут в одночасье (о трудностях современного иночества) // Журнал Московской Патриархии. 2002. — № 10. — С. 42—47.
- Глинский летописец // Духовно-нравственное воспитание в системе образования Российской Федерации. Глинские чтения. — М. : Самшит-издат, 2002. — 176 с. — С. 44—53.
- Спасительна ли вера в ложь? // Искушения наших дней: в защиту церковного единства  / Ред.-сост. А. Добросоцких. — М.: Даниловский благовестник, 2003. — С. 88—98.
- С чего начать устроение святой обители? // Журнал Московской Патриархии. 2003. — № 2. — С. 26—33.
- Мой герой — это… Наш опрос // Фома. 2003. — № 3 (17). — С. 45.
- Пути к Небесному блаженству // Журнал Московской Патриархии. 2004. — № 9. — С. 54—57
- Жить по воле Божией // Журнал Московской Патриархии. 2004. — № 9. — С. 57—58.
- предисловие // Дионисий Тацис Когда чужая боль становится своей: жизнеописание и наставления схимонаха Паисия Афонского. — Москва : Сестричество во имя свт. Игнатия Ставропольского : Приход храма св. Духа сошествия на Лазаревском кладбище, 2006. — 269 с.
- Церковь молодых // Церковный вестник. 2007. — № 18 (367).
  - Церковь молодых // Апология клерикализма: сборник статей об актуальных проблемах диалога Церкви, общества и государства / сост. К. Фролов. [2007]. — 268 c. — С. 221—223
- Православие, политика, карьера, бизнес, рок-музыка. Совместимо или нет? // Апология клерикализма: сборник статей об актуальных проблемах диалога Церкви, общества и государства / сост. К. Фролов. [2007]. — 268 c. — С. 215—220
- Необходимость подвига. Ответ Евгению Федорову // Фома. 2008. — № 3 (59). — С. 49.

книги
- Се ныне время благоприятно: размышления инока о проблемах современной Церкви. — М.: Издательство имени святителя Игнатия Ставропольского, 2002. — 271 с.
- Инок — человек, носящий в себе Божию тайну : Беседа для тех, кто недавно обрел веру. — М.: Изд-во им. святителя Игнатия Ставропольского, 2002. — 30 с. — (Ответы на вопросы современности : А Ω).
- Нет слепой веры, есть слепое неверие: Беседы священника со старшеклассниками. — М.: Издательство им. святителя Игнатия Ставропольского, 2002. — 45 с. — (Вступающему в Церковь).
- Современная культура: сатанизм или богоискательство?. — М.: Изд-во им. Святителя Игнатия Ставропольского, 2002. — 94 с. — ISBN 5-88904-011-1.
- Возможно ли спасение в XXI веке?. — М.: Издательство имени святителя Игнатия Ставропольского, 2002. — 414 с. — (Ответы на вопросы современности).
  - Возможно ли спасение в XXI веке?. — М.: Изд-во им. свт. Игнатия Ставропольского, Приход храма Святого Духа сошествия, 2003. — 415 с.
  - Возможно ли спасение в XXI веке?. — М.: Издательство сестричества во имя святителя Игнатия Ставропольского : Приход храма Святаго Духа сошествия, 2007. — 379 с. — ISBN 978-5-98891-183-8.
  - Возможно ли спасение в XXI веке?. — М.: Приход храма Св. Духа сошествия, 2009. — 379 с. — (Ответы на вопросы современности : А Ω). — ISBN 978-5-98891-183-8.
- Духовная жизнь начинается с покаяния. — М.: Изд-во им. святителя Игнатия Ставропольского, 2003. — 414 с.
  - Духовная жизнь начинается с покаяния. — Изд. 2-е. — Москва: Сестричество во имя свт. Игнатия Ставропольского : Приход Храма Св. Духа сошествия, 2013. — ISBN 978-5-98891-591-1.
- Спасительна ли вера в ложь? Святоотеческое учение о послушании, изложенное святителем Игнатием Ставропольским : ответ русского инока на брошюру афонского иеромонаха Доримедонта (Сухинина). — Москва: Издательство им. святителя Игнатия Ставропольского, 2004. — 253 с.
- Молодым сердцам Русской Земли. — М.: Приход храма Святого Духа сошествия, 2005. — 143 с.
  - Молодым сердцам Русской земли. — М.: Приход храма Святаго Духа сошествия, 2009. — 205 с.
- Жизнь — это экзамен на любовь : по материалам бесед на радиостанции «Радонеж» ; Спасительна ли вера в ложь? : святоотеч. учение о послушании, излож. свт. Игнатием Ставропольским. — М.: Изд-во Сестричества во имя свт. Игнатия Ставропольского; Красный пролетарий, 2005. — 607 с. — (Ответы на вопросы современности).
- Советы желающим проводить трезвенную жизнь : по материалам бесед в Сестричестве во имя святителя Игнатия Ставропольского. — Москва: Приход храма Святаго Духа сошествия, 2009. — 63 с.
- Искусство жить просто. — Москва: Приход храма Святаго Духа Сошествия на Лазаревском кладбище, 2020. — 400 с.

## Награды
- орден благоверного князя Даниила III степени (19 августа 2010) — «Во внимание к пастырским трудам, в связи с двадцатилетием священнического служения и пятидесятилетием»[22]
- общественная медаль «За активную гражданскую позицию и патриотизм» (14 февраля 2015)[23]
- орден святителя Иннокентия, митрополита Московского и Коломенского III степени (16 декабря 2015) — «Во внимание к усердным миссионерским трудам и в связи 25-летием служения в сане пресвитера и 55-летием со дня рождения»[24]
- орден преподобного Сергия Радонежского III степени (18 февраля 2018) — «Во внимание к трудам по строительству храма Торжества Православия в Алтуфьеве»[25]